# Municipio di Norimberga
Il municipio di Norimberga si trova nel centro storico di Norimberga, appena ad est del coro della Sebalduskirche. Essendo una delle attrazioni della città, fa parte del "Miglio Storico" di Norimberga. L'imponente edificio rinascimentale dell'architetto Jakob Wolff il Giovane (1571–1620) fu gravemente danneggiato durante la seconda guerra mondiale e dovette essere in gran parte ricostruito negli anni 1950. L'edificio è stato accorciato sul lato nord. Sul lato sud si trova un edificio a sala integrato, che è gotico nel nucleo e progettato da Albrecht Dürer. Le prigioni sotterranee, nel seminterrato, sono un'attrazione turistica, così come la Schöne Brunnen, che si trova direttamente di fronte al nuovo municipio progettato da Kurt Schneckendorf nel 1951 e costruito tra il 1954 e il 1956. Questo edificio ha sostituito la fila di case tra il vecchio municipio e il mercato principale che è stato distrutto durante la guerra.

## Storia della costruzione

### Municipio della Città Vecchia

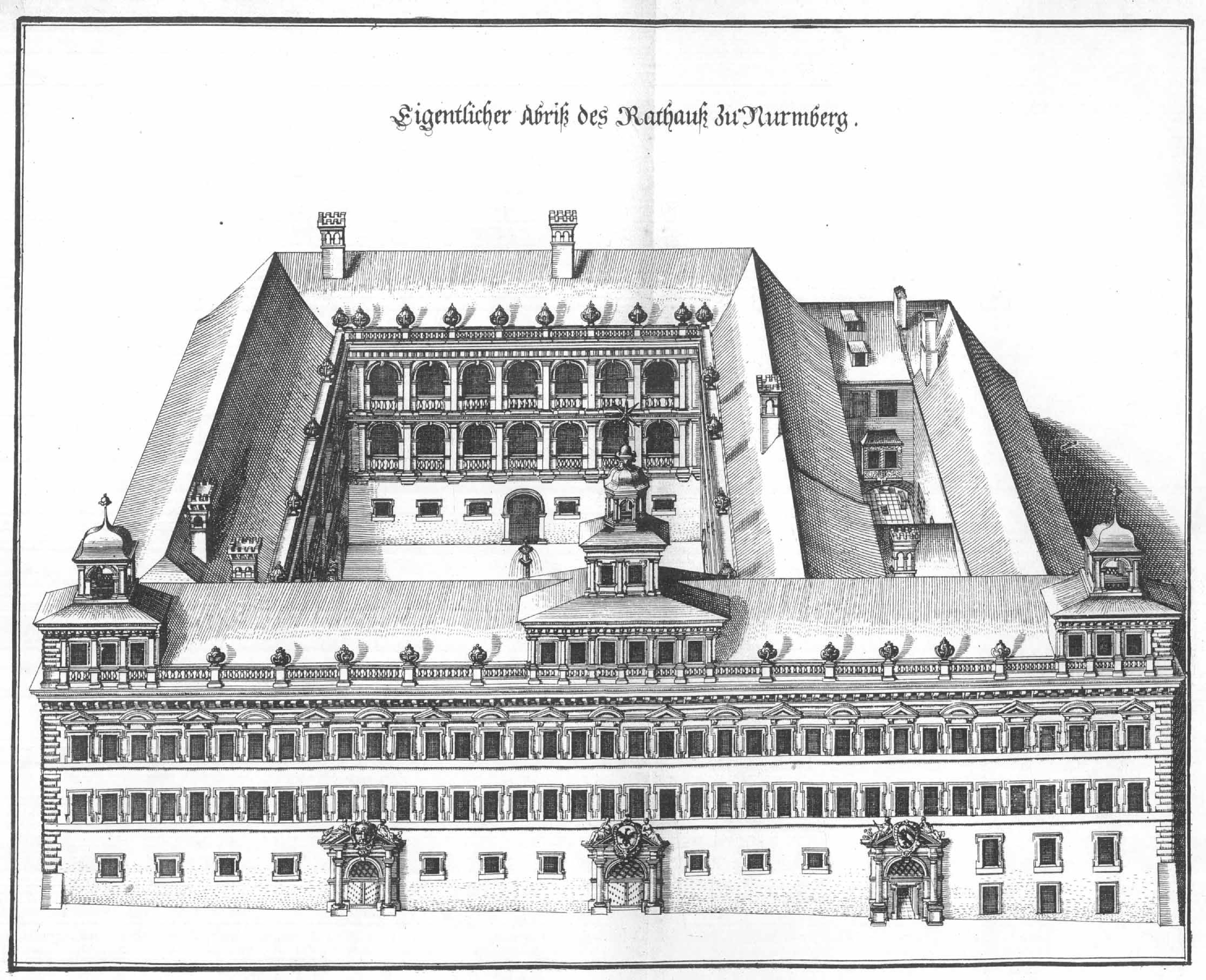
Raffigurazione del municipio di Matthäus Merian nella Topographia Franconiae, 1656

Fino al XIV secolo la città non aveva un proprio municipio. Il consiglio si riuniva in un negozio di tessuti, che nei documenti viene alternativamente indicato come "Gewandhaus", proprio come "casa" o come "casa del cittadino". Solo quando le due metà, "Lorenzer" e "Sebald", della città furono unite per formare l'"universitas civium" e collegate da un muro comune, il consiglio acquisì una proprietà dal monastero di Heilsbronn nel 1322 e successivamente espanse l'area a nord acquistando case e convertendole a scopi amministrativi.

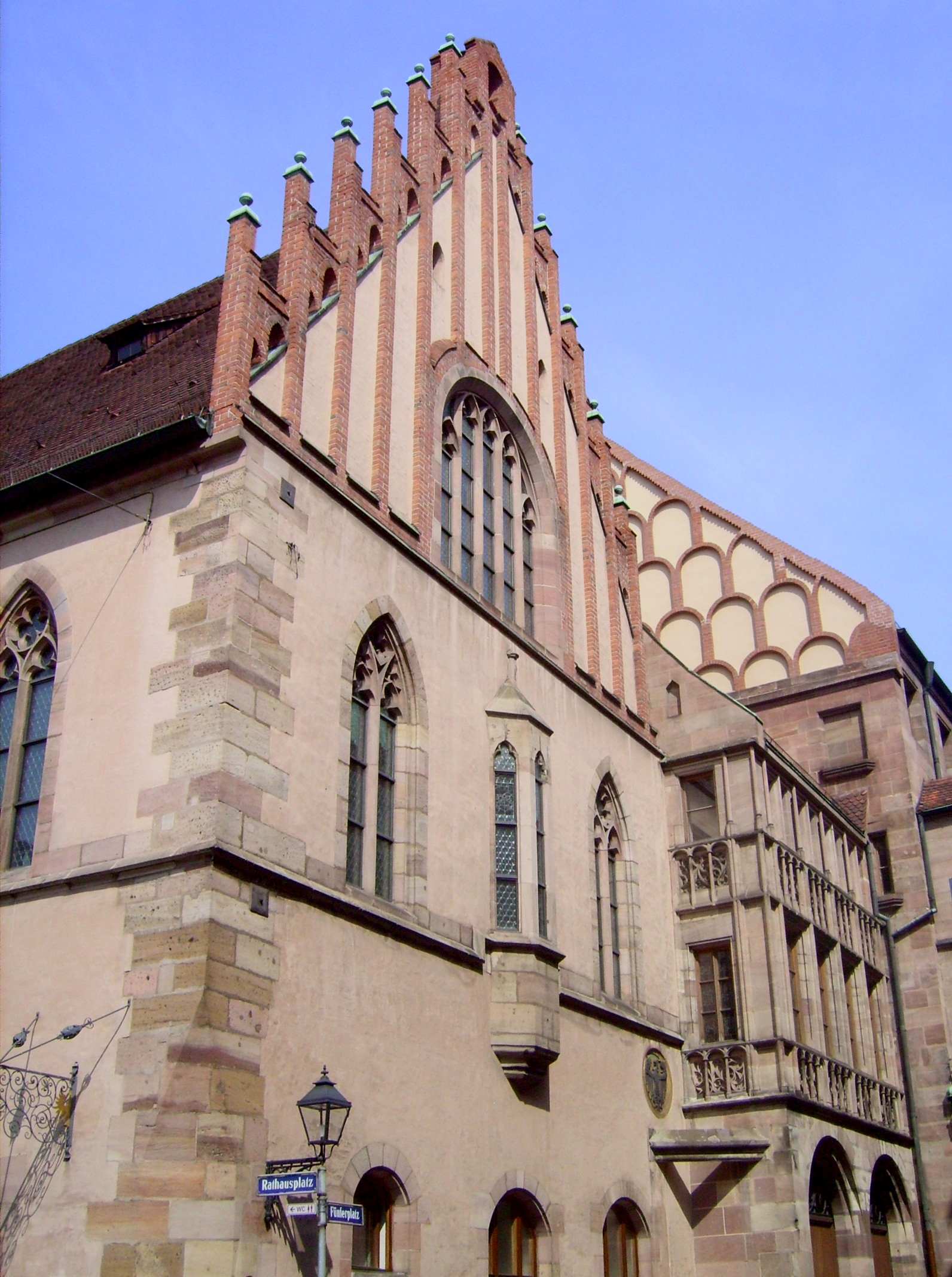
Facciata est dell'edificio della sala gotica, 2006

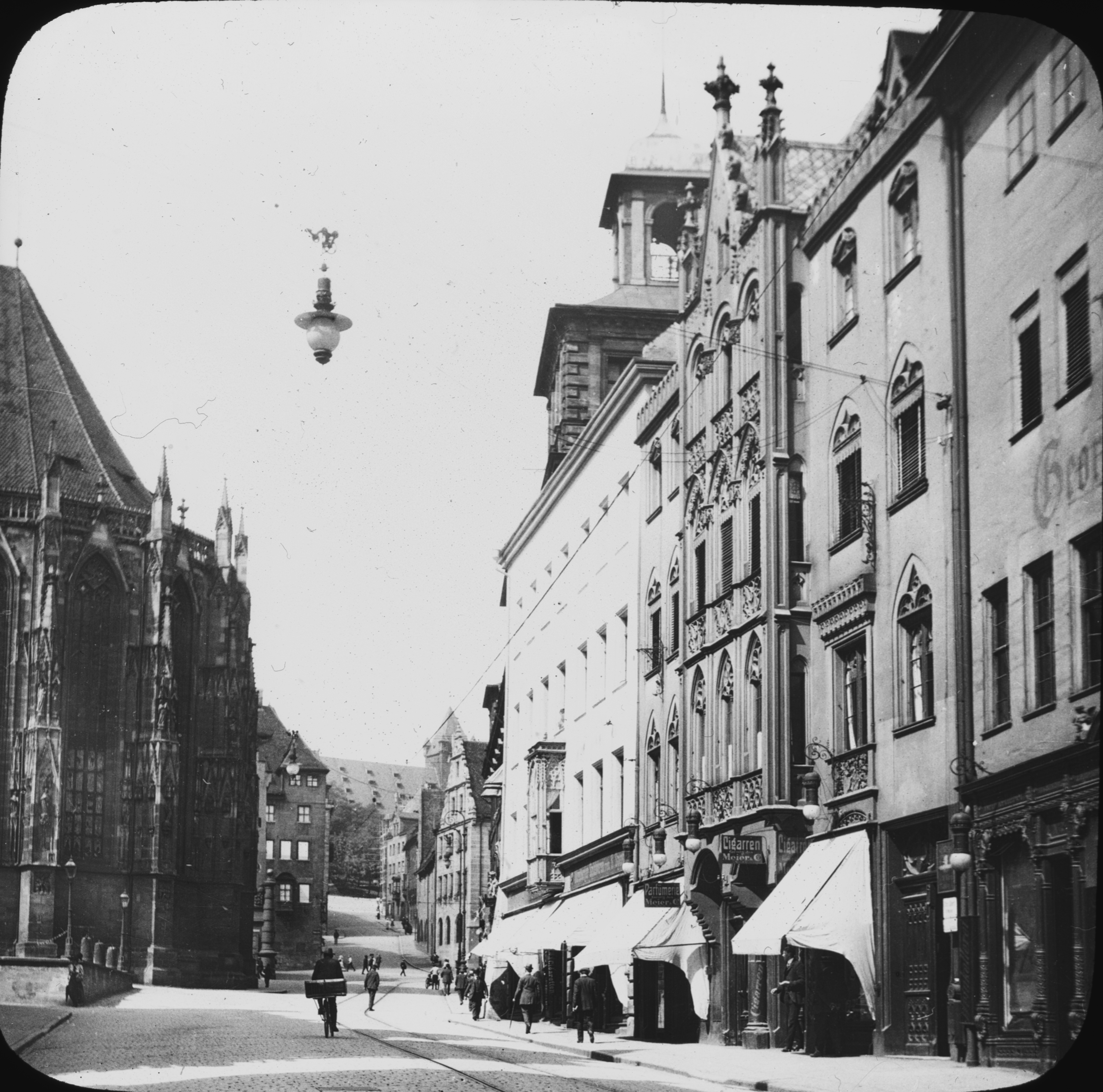
Facciata ovest con vista sulla Sebalduskirche e sui negozi, dove si trovano parti dell'attuale municipio

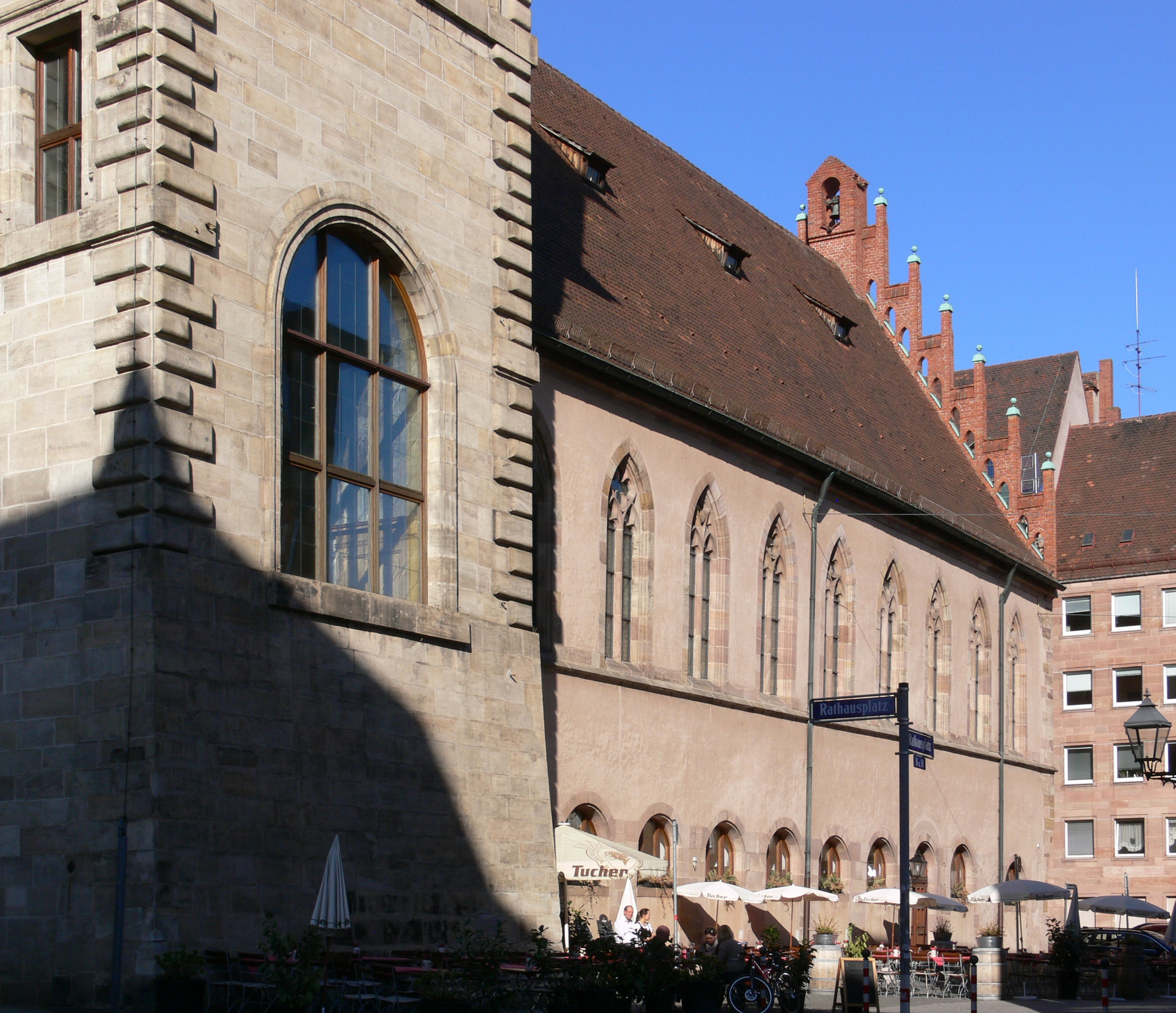
Facciata sud della sala gotica dell'edificio, 2010

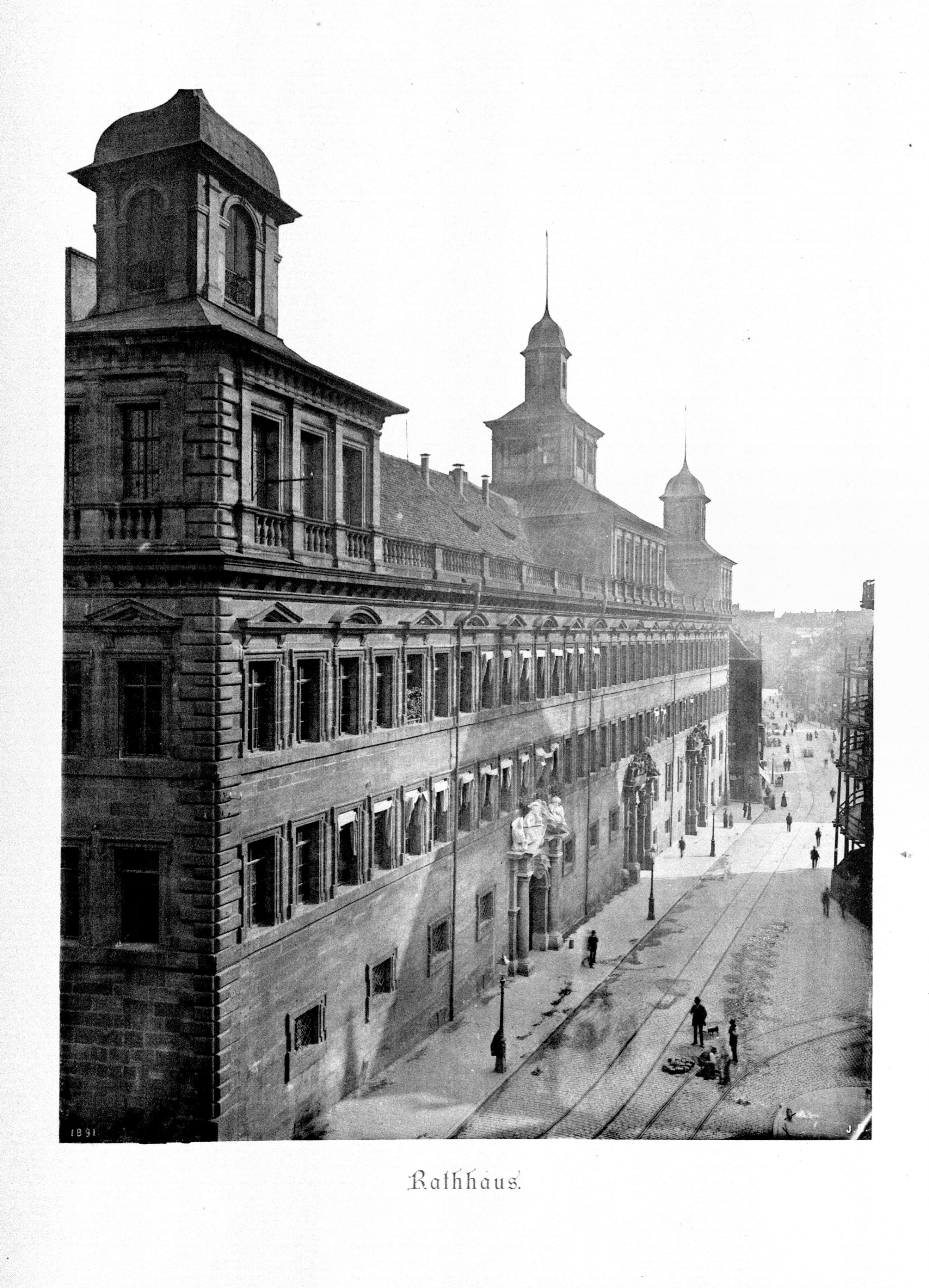
Facciata ovest del vecchio municipio, 1891

L'edificio del municipio sul lato sud, che contiene il grande municipio al piano superiore, era la parte più antica del complesso edilizio, costruita dal 1332 al 1340 sotto la direzione dell'architetto cittadino Philipp Groß. Nella sala del XIV secolo furono aggiunti due edifici annessi a nord lungo il cortile del municipio, di cui si è conservato quello con la sala consiliare sul lato est.
All'inizio del XVI secolo, il consiglio comunale iniziò un ampio rinnovamento del municipio. Il cosiddetto "Ratsstubenbau" con la cortina tardogotica fu costruito da Hans Beheim il Vecchio tra il 1514 e il 1515 a nord. La pittura della facciata fu eseguita nel 1521, mentre quella della grande sala, secondo le bozze e sotto la direzione di Albrecht Dürer, iniziò nel 1521 e terminò nel 1528/1530. All'epoca era il più grande dipinto murale e di un soffitto in Europa e fu superato solo dalla Cappella Sistina, iniziata dieci anni dopo.
Con la fiducia in se stessi di una fiorente Città libera dell'Impero, quasi 100 anni dopo fu presa la decisione di costruire un nuovo edificio nell'architettura di un palazzo italiano. Dopo la pianificazione preliminare e la concezione dell'architetto cittadino Wolf Jacob Stromer, progettato da Jakob Wolff il Giovane come un complesso a quattro ali (quindi chiamato anche Wolff'scher Building), la costruzione, nel 1616-1622, non si rivelò così all'italiana. Sebbene l'orizzontale, precedentemente sconosciuto nella storia di Norimberga, svolga un ruolo dominante nell'edificio monumentale allungato, la regione del tetto torna alla sua verticalità originaria con le case a diaframma, completamente impensabili in Italia.
Le fondamenta furono poste tra il 1616 e il 1619. Tutti gli elementi costruttivi gotici furono sacrificati sul lato ovest. La facciata uniforme contrastava con i tre portali barocchi, le cui sculture, comprese le figure del libro biblico di Daniele, furono progettate dallo scultore Leonhard Kern per conto del consiglio comunale nel 1617. Sopra il portale centrale, l'ingresso principale, si trova lo stemma del Sacro Romano Impero di Nazione Tedesca con l'aquila imperiale.
Con l'inizio della Guerra dei trent'anni la costruzione rallentò e si interruppe nel 1622. L'edificio principale a ovest e le tre ali intorno al cortile del municipio vennero completate e arredate solo dopo la fine della guerra. La facciata caratterizza ancora oggi il municipio.
Le pareti del piccolo municipio furono decorate con ritratti di famosi donatori di Norimberga nel corso delle misure di restauro di Christian Friedrich Fues nel 1825. Il magistrato fece sostituire questo ciclo, nel 1889/1890, con immagini storiche di Friedrich Wanderer.
Nell'angolo nord-est del grande cortile del municipio e sul lato sud della Theresienstraße, furono costruiti nuovi edifici in stile neogotico tra il 1885 e il 1889, secondo i progetti di August Essenwein. Più o meno nello stesso periodo, Hans Pylipp costruì un nuovo edificio per uffici al posto della vecchia casa per cinque persone in Fünferplatz. Heinrich Wallraff appoggiò i suoi nuovi edifici a nord di Theresienstraße, dal 1907 al 1910, sul Rinascimento di Norimberga del XVI secolo. A tale scopo vennero demolite parti dell'edificio dell'ex convento domenicano.
Nel 1944/1945, dopo la distruzione a seguito dei bombardamenti, l'intero complesso del municipio fu vittima di un incendio, tranne le mura di cinta. Fu solo dal 1956 al 1962 che il vecchio municipio fu ricostruito su queste rovine sotto la direzione di Harald Clauss. L'interno del vecchio municipio venne restaurato solo tra il 1982 e il 1985, compreso il rivestimento delle pareti e il soffitto a botte in legno a cassettoni. Poiché la documentazione fotografica della pittura murale, che una volta era stata eseguita dalla bottega di Albrecht Dürer sulla base dei suoi disegni, era andata perduta, il pittore Michael Mathias Prechtl venne incaricato di un progetto per un dipinto contemporaneo. Dopo una lunga e controversa discussione, Prechtl ritirò il suo progetto, nel 1988, i muri rimasero bianchi e i politici locali decisero di prendersi una "pausa di riflessione". Dopo un'installazione video, nell'estate dell'anniversario del Dürer, nel 2012, venne rinnovata la discussione del restauro del dipinto a seguito di un'animazione basata sulla documentazione fotografica recuperata, del 1944, che della proiezione del disegno di Prechtl sul muro ancora bianco.

### Municipio Nuovo

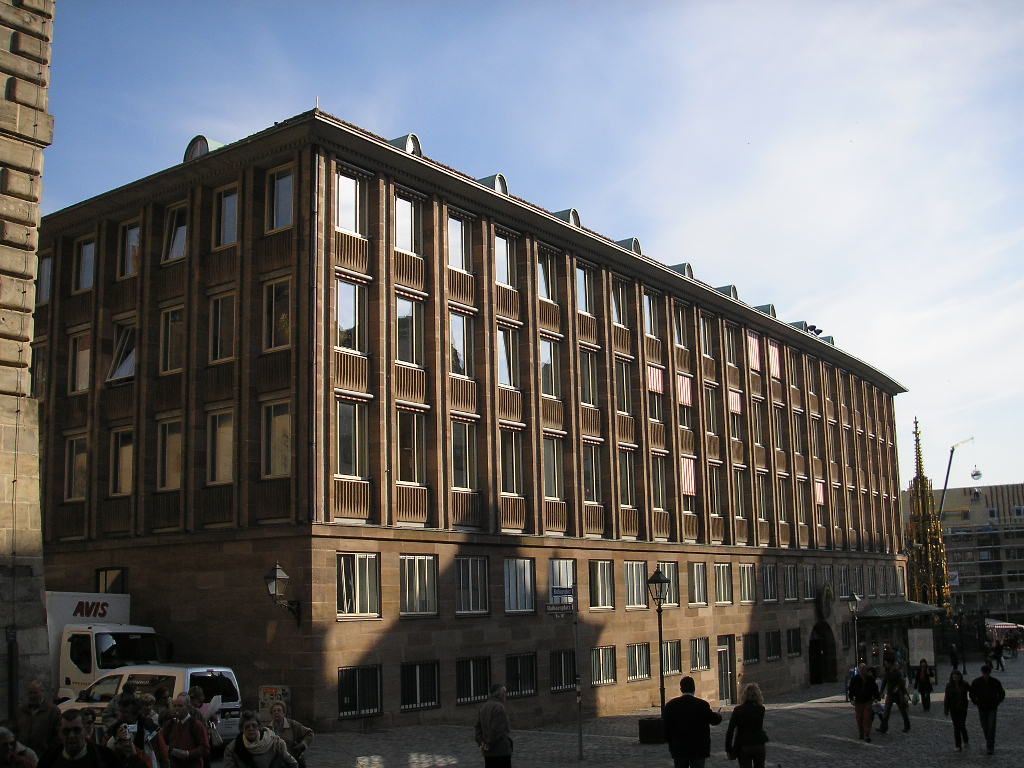
Facciata ovest del nuovo municipio da nord-ovest, 2007

Anche gli edifici tra il municipio e l'estremità settentrionale della piazza del mercato principale furono distrutti durante la seconda guerra mondiale. Nel 1951 l'architetto Kurt Schneckendorf progettò al loro posto il cosiddetto Municipio Nuovo (anche Schneckendorf-Bau), costruito dal 1954 al 1956. Il nuovo municipio venne progettato nello stile degli anni 1950 con una facciata a griglia. L'arenaria venne utilizzata per le lesene per abbinare al paesaggio urbano storico. L'allineamento del nuovo edificio deviò dall'angolo retto verso l'interno lasciando intravedere la vista della torre sud del vecchio municipio.

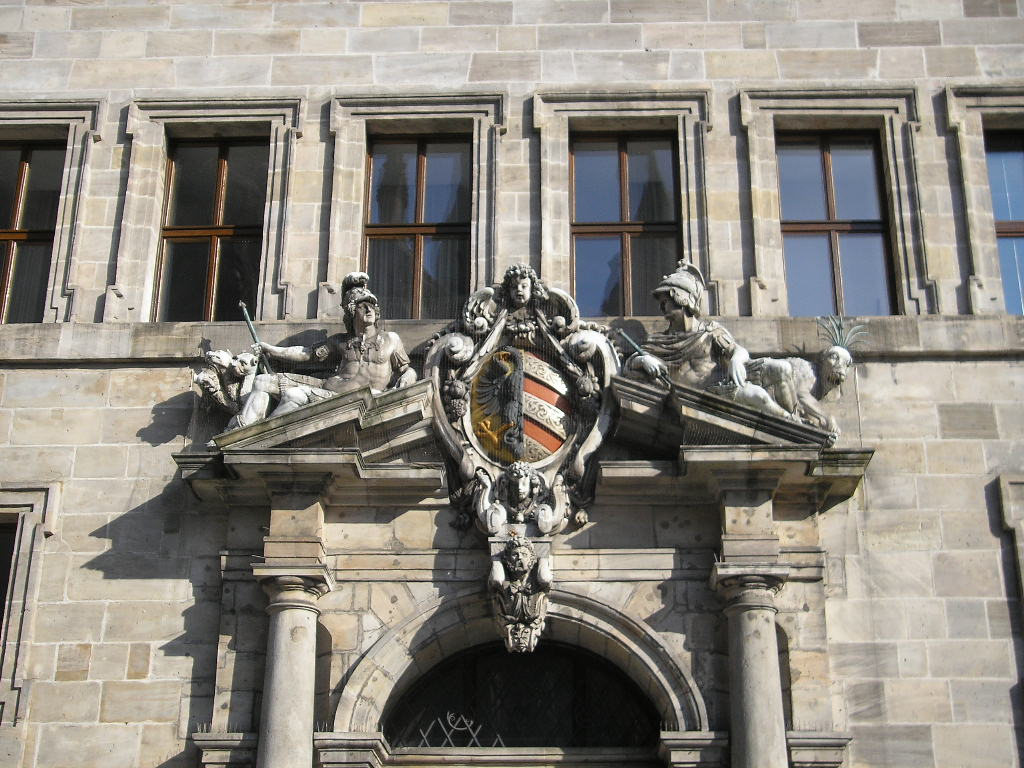
Portale destro della facciata ovest con il leopardo alato dalle molte teste e l'animale con dieci corna, da "Daniele 7", di Leonhard Kern

Fino al 2013, le copie della corona imperiale, dello scettro imperiale e della sfera imperiale del Sacro Romano Impero della Nazione Tedesca erano esposte in una sala adiacente alla sala d'onore. Sono state poi esposte al Castello Imperiale. Dall'autunno 2016 costituiscono il fulcro della mostra permanente nel museo cittadino Fembohaus. Le insegne imperiali originali erano un tempo destinate alla custodia permanente a Norimberga ma vennero inviate a Vienna nel 1800.
Tra le sculture in trono sui tre portali barocchi, che furono realizzate dallo scultore Leonhard Kern nel 1617, ci sono anche personaggi che corrispondono alle profezie del VII secolo. I capitoli del Libro di Daniele nell'Antico Testamento sono modellati sugli animali menzionati, dove rappresentano diverse potenze mondiali nella storia: sul portale a sinistra dell'ingresso principale il leone con ali d'aquila Daniele 7,4 e l'orso Daniele 7,5, sul portale a destra dell'ingresso principale il leopardo con quattro ali di uccello e quattro teste Daniele 7,6 e la misteriosa bestia con le dieci corna Daniele 7,7.